# رومیه
رومیه (به عربی: رومیة) یک منطقهٔ مسکونی در لبنان است که در شهرستان المتن واقع شده‌است.